# Jurema Ferraz
Jurema Ferraz (Namibe, 14 de Fevereiro de 1985) é uma modelo angolana. 
Jurema Ferraz foi eleita Miss Angola 2010, representando o seu país no concurso Miss Universo 2010.